# シトロンボウル
シトロンボウルは、日本学生アメリカンフットボール協会の主催、北海道学生連盟及び東北学生連盟の主管（主管連盟は毎年交代）により、毎年12月に行われていたアメリカンフットボールのボウルゲームである。正式名称は、アメリカンフットボール東日本大学王座決定戦シトロンボウルである。
北海道学生連盟・東北学生連盟の代表校が、関東学生連盟代表校を迎えて対戦する。
2007年度と2008年度においてシトロンボウルの勝者は、アメリカンフットボール日本選手権「ライスボウル」出場選考の対象となり、東西大学王座決定戦「甲子園ボウル」と同格のボウルゲームに位置づけられた。次いで2009年度には全国8連盟による全日本大学アメリカンフットボール選手権大会が開始されたために休止されている。

## 歴史
シトロンボウルは1997年に仙台スタジアムで初開催された。

## 名称の由来
シトロンボウルは、12月の冬至の頃に行われるため、歳時記にある冬の果実「ゆず」の英語同義表記「citron」シトロンから名づけられた。冬至の「ゆず」は一陽来復（いちようらいふく=太陽が北半球に戻ってくることを願い祝う）と子孫に譲るを意味する農産物であることから、米国のボウルゲームの命名の由来も踏まえ、いままで光があまり当たらなかった北海道・東北地区の学生アメリカンフットボールに光を当て、末永く後輩たちに譲り伝えられるよう願いを込めて命名された。
名称は東北学生連盟から提案され、北海道学生連盟の了承を得て日本学生協会主催ゲームの正式副題名称となった。

## 出場校の決定方法
北海道学生連盟・東北学生連盟
パインボウルの勝者
関東学生連盟
1997年度～2001年度 クラッシュボウル準優勝校。
2002年度～2005年度 クラッシュボウル準決勝敗者のいずれか。
2006年度 クラッシュボウルが決勝1試合のみの形式となったため、関東学生1部の各ブロック2位校のいずれか

## 主管連盟と試合会場
シトロンボウルは、発足当初こそ東北連盟主管で固定され、会場も仙台スタジアムで固定されていた。現在は北海道連盟と東北連盟が毎年交代で主管する。このため、会場も北海道と東北の会場が一年おきに使われる。奇数年が北海道連盟、偶数年は東北連盟の主管となっている。なお、試合会場は北海道では札幌ドーム、東北では仙台スタジアム（現・ユアテックスタジアム仙台）が通例となっている。

## 試合方式
通常の4クォーター制（1クォーター15分）で試合を行い、得点の多いチームの優勝。同点の場合は両校優勝となる。
2006年度まではシトロンボウルの上位に位置する試合がないため、代表決定のための手続きはないとされてきたが、2007年度からアメリカンフットボール日本選手権「ライスボウル」の学生代表として「ライスボウル出場チーム選考委員会」が推薦するチームの選考対象となったため、代表校決定手続きは変更される。

## 過去の戦績
過去の戦績は、関東代表が10勝0敗と全勝している。当初はウエスタンボウル同様、大差のゲームが続いていたが、最近ではだんだん僅差のゲームになりつつある。2005年度は仙台スタジアムで開催され、明治大学が東北大学を27-19で勝利している。第10回大会にあたる2006年度は札幌ドームで開催され、ホームの北海道大学が健闘を見せたものの明治大学が接戦の末18-15で北海道大学を破り、大会2連覇を果たした。第11回大会にあたる2007年度はユアテックスタジアム仙台（旧・仙台スタジアム）で開催され、明治大学が力の差を見せつけて北海道大学を破り、大会3連覇を果たした。
| 回 | 年月日         | 試合会場                 | 東北・北海道代表校 | スコア | 関東代表校 |
| -- | -------------- | ------------------------ | ------------------ | ------ | ---------- |
| 1  | 1997年         | 仙台スタジアム           | 北海道大           | 24-70  | 東海大     |
| 2  | 1998年         | 仙台スタジアム           | 北海道大           | 16-77  | 日大       |
| 3  | 1999年         | 仙台スタジアム           | 北海道大           | 13-23  | 日大       |
| 4  | 2000年         | 仙台スタジアム           | 東北大             | 24-54  | 日体大     |
| 5  | 2001年         | 仙台スタジアム           | 東北大             | 23-47  | 日体大     |
| 6  | 2002年         | 札幌ドーム               | 北海道大           | 17-33  | 明大       |
| 7  | 2003年         | 仙台スタジアム           | 東北大             | 34-53  | 早大       |
| 8  | 2004年         | 札幌ドーム               | 東北大             | 21-24  | 専大       |
| 9  | 2005年         | 仙台スタジアム           | 東北大             | 19-27  | 明大       |
| 10 | 2006年12月10日 | 札幌ドーム               | 北海道大           | 15-18  | 明大       |
| 11 | 2007年12月8日  | ユアテックスタジアム仙台 | 北海道大           | 36-73  | 明大       |

### 出場校別の戦績
過去の出場校は、北海道代表は北海道大学のみ、東北代表は東北大学のみが出場している。関東代表は、第1回が東海大学、その後、日本大学、日本体育大学、明治大学、早稲田大学、専修大学などが出場している。
（出場回数順、戦績の同じものは出場の古い順）
| 校名       | 出場 | 勝数 | 負数 | 引分 |
| ---------- | ---- | ---- | ---- | ---- |
| 北海道大   | 6    | 0    | 6    | 0    |
| 東北大     | 5    | 0    | 5    | 0    |
| 明治大     | 4    | 4    | 0    | 0    |
| 日本大     | 2    | 2    | 0    | 0    |
| 日本体育大 | 2    | 2    | 0    | 0    |
| 東海大     | 1    | 1    | 0    | 0    |
| 早稲田大   | 1    | 1    | 0    | 0    |
| 専修大     | 1    | 1    | 0    | 0    |